# 大里用水
大里用水（おおさとようすい）は、埼玉県深谷市の荒川に設置されている六堰頭首工（北緯36度07分59秒 東経139度15分58秒 / 北緯36.133056度 東経139.266139度座標: 北緯36度07分59秒 東経139度15分58秒 / 北緯36.133056度 東経139.266139度）から分水する用水路の総称。

## 概要
大里地区に位置することからこの名がある。
送水地域は、熊谷市（旧熊谷市・旧江南町・旧大里町）、行田市（南部）、深谷市（東部・旧川本町・旧花園町）、鴻巣市（旧吹上町北部）の水田約3,820ヘクタール。

## 構成する用水路
国営総合農地防災事業「大里地区」 【基礎資料】（農林水産省の資料）を元に作成。段落がずれているのは分流あるいは直結していることを示す。
- 左岸幹線導水路
  - 奈良堰幹線用水路
    - 増田堀用水路（深谷市増田）
    - 左三尺用水路
    - 北堀用水路
    - 南堀用水路
      - 長安寺用水路

  - 玉井堰幹線用水路
    - 玉井用水路（熊谷市玉井）
    - （代堀）
      - 日向島用水路（熊谷市上中条字日向島）
      - 今井用水路（熊谷市今井）

    - （柿沼堀）
      - 中島用水路（熊谷市上中条字中島）
      - 青木用水路
      - 下川上用水（熊谷市下川上）

  - 大里幹線用水路
    - 成田用水路（熊谷市成田）
    - 箱田用水路（熊谷市箱田）
      - 衣川用水路（熊谷市上之字衣川）
      - 平戸用水路（熊谷市平戸）

    - 荒川左岸幹線用水路 ※ 別名：星川
      - 杣殿用水路（熊谷市上之字杣殿）
      - 左幹線用水路
        - 前谷落排水路（行田市前谷）
- 右岸幹線導水路
  - 御正吉見堰幹線用水路
    - 吉見幹線用水路（熊谷市、旧吉見村）
      - 手島用水路（熊谷市手島）
      - 村岡用水路（熊谷市村岡）
- 五所用水路（深谷市畠山字五所）
- 本畠用水路（深谷市、旧本畠村）
- 小原用水路（熊谷市、旧小原村）